# Jauja (film)
Jauja is een dramatische film uit 2014 onder regie van Lisandro Alonso. De film ging in première op 18 mei op het Filmfestival van Cannes in de sectie Un certain regard en maakte deel uit van de competitie op het Film Fest Gent 2014.

## Verhaal
Gunnar (Viggo Mortensen) gaat vanuit Denemarken op zoek naar zijn weggelopen dochter en komt terecht in een desolaat landschap aan het einde van de beschaving.

## Rolverdeling
- Viggo Mortensen as Gunnar Dinesen
- Ghita Nørby
- Viilbjørk Malling Agger als Ingeborg